# Distretto di Nagaon
Il distretto di Nagaon è un distretto dello stato dell'Assam in India. Il suo capoluogo è Nagaon.